# La hija de Vercingétorix
La hija de Vercingétorix (en francés: La fille de Vercingétorix) es el álbum n.º 38 de la serie Astérix el Galo, editada por Les Éditions Albert René. Fue publicado en 2019, saliendo a la venta el 24 de octubre de ese año en toda Europa. Es el cuarto álbum de Astérix en que no participan ninguno de sus creadores originales; en su lugar, Jean-Yves Ferri se encarga del guion y Didier Conrad del dibujo. En España está editado por Salvat; en Argentina, por Libros del Zorzal.

## Argumento
La historia se inicia de noche en la aldea gala, cuando tres jinetes se dirigen a la choza del jefe Abraracúrcix. Se trata de dos guerreros arvernos, miembros del FARC (Frente Arverno de Rechichtenchia Checreta), que custodian a Adrenalina, la hija del jefe arverno Vercingétorix, vencido por Julio César en la batalla de Alesia (52 a. C.). Como receptora del torques de su padre, el cual podría convertirse en un símbolo de la resistencia contra los romanos, Adrenalina está siendo perseguida por los enemigos de su padre, especialmente por un traidor arverno al servicio de los invasores, Adictoasérix. Los guerreros arvernos piden a Abraracúrcix que se encargue de la chica hasta que puedan conseguir un barco hacia Britania, donde se estaría concentrando la resistencia gala.
El jefe de la aldea encarga a Astérix y Obélix la vigilancia de Adrenalina, que hace amistad con unos chicos de la aldea: Blínix, hijo del pescadero Ordenalfabétix, y Sélfix, hijo del herrero Esautomátix. Con sus nuevos amigos, la hija del jefe arverno planea escapar a una isla remota de leyenda, Tule, para iniciar una nueva vida. Así pues, al anochecer escapa de la aldea. Cuando los galos se dan cuenta de su desaparición, salen en su busca al bosque cercano. En su huida, Adrenalina es apresada por Adictoasérix, pero siendo este descubierto por Edadepiédrix, mientras forcejean logra escapar. Poco después se topa con dos piratas de la tripulación que los dos héroes galos se encuentran habitualmente en sus viajes, y embarca con ellos. Adictoasérix avisa con una flecha de fuego a una galera romana que vigilaba la costa, que emprende la búsqueda de la muchacha huida, al tiempo que los galos, tras comprobar que ha huido en barco, inician igualmente su persecución en una embarcación de Edadepiédrix. Son lógicamente Astérix y Obélix quienes se embarcan, junto a Blínix y Sélfix.
Ya en alta mar, Adictoasérix, que se había colado en el barco pirata, apunta a la tripulación con un arco y una flecha, pero Adrenalina le tira su torques a la cabeza y lo deja sin sentido. Llegan entonces los galos, que abordan el navío, pero entonces aparece la galera romana. Astérix y Obélix abordan entonces la galera y vencen sin problemas a su tripulación. Mientras tanto, Adictoasérix logra romper sus ataduras y rapta a Adrenalina, subiéndose al mástil del barco. Lanza una flecha a Astérix, pero este la atrapa con los dedos y se la devuelve, rompiéndole el arco, mientras Obélix rompe el mástil, con lo que Adictoasérix y Adrenalina caen al agua. Se dirigen a la barca de los galos, donde aguardaban Blínix y Sélfix, quienes intentan repeler a Adictoasérix con los remos. El traidor arrebata a Adrenalina su torques, pero es mordido por Ideafix y la misma cae al agua. A continuación, Adictoasérix se lanza al mar y sale huyendo, pero lo persigue un tiburón. Los galos regresan a la aldea con Adrenalina, donde se encuentran que ya han regresado los guerreros arvernos que custodiaban a la hija de su jefe. Pero entonces la chica, harta ya de todo, dice que se marcha. En la playa se encuentra con Letitbix, un joven britano que capitanea el barco que habían alquilado los arvernos, y se va con él en busca de las aventuras que anhelaba. La historia acaba como es habitual con un banquete en la aldea gala.

## Análisis

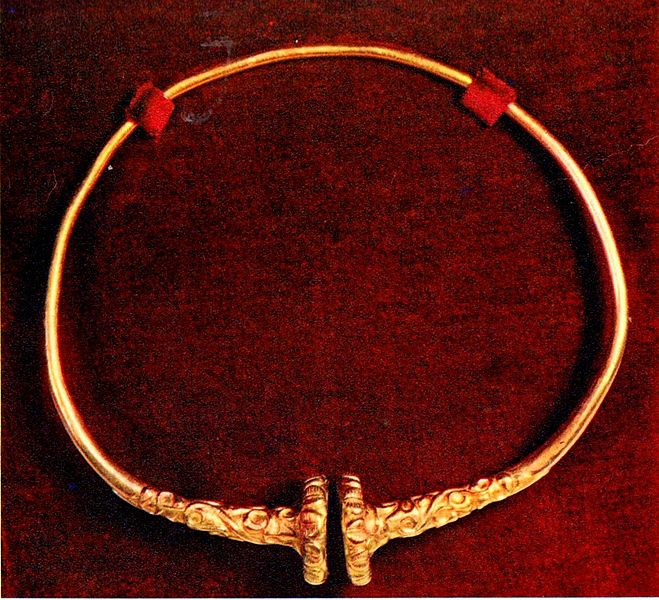
Torques galo hallado en Italia

El nuevo álbum apareció coincidiendo con el sexagésimo aniversario de Astérix. Con su habitual alternancia, y dado que Astérix en Italia, el álbum anterior, transcurría fuera de la aldea gala, en esta ocasión la historia transcurre principalmente en la aldea. La principal trama de esta historia son los conflictos intergeneracionales entre los personajes habituales, ya maduros, con la nueva generación de adolescentes, que no comparten los mismos intereses y el mismo gusto por la tradición que sus ancestros. Adrenalina es una joven rebelde, terca, inconformista, cansada de los conflictos entre galos y romanos, que anhela una nueva vida en paz y sueña con encontrar la mítica isla de Tule. Este nuevo personaje acapara casi por completo la trama, de tal forma que se convierte en el personaje femenino con más relevancia de los álbumes de Astérix hasta la fecha.
Según declaró Conrad, las mujeres que habían aparecido en historias anteriores estaban «ancladas en la dinámica de los años 70 y 80. Con la evolución de las tradiciones no son personajes que podamos utilizar ahora». Ferri añadió que con este personaje quisieron «reivindicar el rol de la mujer», tal como declaró a la agencia EFE en la presentación del álbum, en un acto celebrado en el parque temático de Astérix en abril de 2019. En dicho acto, Ferri reconoció que la referencia al FARC (Frente Arverno de Rechichtenchia Checreta) es en alusión a las FARC colombianas.
Este álbum se publicó en más de 20 idiomas, con una tirada de más de cinco millones de copias. Desde su aparición en 1959, la serie de Astérix el galo ha vendido 380 millones de ejemplares en 111 idiomas.

## Personajes
Además de los protagonistas, Astérix y Obélix, junto a los habituales personajes de la aldea gala y Julio César, aparecen los siguientes nuevos personajes:
- Monolítix, guerrero arverno.
- Ipocalórix, guerrero arverno.
- Adrenalina, hija del jefe arverno Vercingétorix.
- Adictoasérix, traidor arverno.
- Blínix, hijo mayor del pescadero Ordenalfabétix.
- Surímix, hijo menor del pescadero Ordenalfabétix.
- Sélfix, hijo del herrero Esautomátix.
- Cascoantígüix, guerrero galo.
- Strictosensus, capitán de la galera romana.
- Ludwikamadeus, hijo adoptivo godo del anterior.
- Sinexcusus, marinero romano.
- Letitbix, joven britano capitán de barco.

También aparecen los piratas que suelen encontrarse Astérix y Obélix en sus viajes. Uno de ellos tiene parecido con Charles Aznavour, como homenaje al cantante fallecido en 2018. Otro personaje que vuelve a aparecer es Espigademaíz, el mercader fenicio que había aparecido en Astérix gladiador. También aparece Bruto, el hijo adoptivo de César, en una escena al final de la historieta.